# Tinderbox (Siouxsie and the Banshees)
| Recensione  | Giudizio    |
| ----------- | ----------- |
| AllMusic    | [ 1 ]       |
| PopMatters  | molto buono |
| The Quietus | molto buono |
| Spin        | molto buono |

Tinderbox è il settimo album in studio del gruppo musicale inglese Siouxsie and the Banshees, pubblicato il 21 aprile 1986.
L'album ha raggiunto la posizione nº 13 delle classifiche britanniche e la nº 88 della U.S Billboard 200 nella settimana del 5 luglio. Retrospettivamente è considerato un classico sia dai critici che dai musicisti.

## Il disco
È stato il primo lavoro a tempo pieno registrato con il nuovo chitarrista John Valentine Carruthers; Carruthers aveva solo aggiunto in precedenza alcuni pezzi dell'EP The Thorn del 1984. Le prime sessioni di registrazione di quest'album sono state effettuate presso l'"Hansa Studio By the Wall" nel maggio 1985.
I due singoli estratti sono stati Cities in Dust (pubblicato il 18 ottobre 1985, ha raggiunto la posizione nº 21 delle classifiche) e Candyman (pubblicato il 28 febbraio 1986, posizione nº 34).
L'album è stato ristampato in edizione rimasterizzata e ampliata nel 2009, con tracce bonus, tra cui una versione inedita del singolo Song from the Edge of the World del 1987, e un brano inedito con testi di Steven Severin chiamato Starcrossed, registrato nel maggio 1985. I lati B di Cities in Dust e Candyman, inizialmente inclusi come tracce bonus del CD del 1986, sono state poi inclusi nel cofanetto di B-side Downside Up.

### Copertina
L'8 luglio 1927, è stato fotografato un tornado da Lucille Handberg nei pressi della cittadina di Jasper, in Minnesota. La fotografia è diventata un classico, ed è stata utilizzata sulla copertina dell'album. La stessa fotografia è stata modificata e utilizzata per l'album Stormbringer dei Deep Purple del 1974.

### Lascito
Tinderbox è stato ben accolto dalla critica. In seguito è stato acclamato da Jean-Benoît Dunckel degli AIR. Ha selezionato Tinderbox nell'elenco dei "5 album di sempre", dicendo: "Hanno suonato così bene insieme, li ho visti in concerto e non ho mai dimenticato quel momento". L'album sarà acclamato in seguito dal cantante dei Suede, Brett Anderson. Jenny Lee Lindberg dei Warpaint ha citato tra le sue influenze, la band e la canzone Umbrella, inizialmente inclusa nel CD del 1986.
PopMatters l'ha elencato tra i "12 Album Essenziali di Alternative rock degli anni '80", dicendo che era un "album audace e affascinante".

## Tracce
Testi di Sioux, musiche di Siouxsie and the Banshees, tranne ove indicato.
LP/MC
Lato 1
1. Candyman - 3:44
2. The Sweetest Chill - 4:11
3. This Unrest - 6:14
4. Cities in Dust - 4:00

Lato 2
1. Cannons - 3:14
2. Party's Fall - 4:57
3. 92 Degrees - 6:04
4. Lands End - 6:09

Tracce bonus CD
1. The Quarterdrawing of the Dog - 4:59
2. An Execution - 3:50
3. Lullaby - 3:33
4. Umbrella - 4:12
5. Cities in Dust (Extended Mix) - 6:49

Tracce bonus rimasterizzazione 2009
1. Cities in Dust (12" Eruption Mix) - 6:51
2. The Sweetest Chill (Chris Kimsey 12" Remix) - 5:57
3. Song from the Edge of the World (JVC Version) - 4:04 (testo: Severin)
4. Starcrossed (Demo) - 4:07 (testo: Severin)

## Curiosità
- L'immagine della copertina è la foto di un vero tornado: era già stata utilizzata dai Deep Purple per il loro album Stormbringer.
- Il singolo Cities in Dust è stato ispirato alla band da una visita agli scavi di Pompei durante un tour in Italia.

## Formazione
- Siouxsie Sioux: voce
- John Valentine Carruthers: chitarra, tastiere
- Steven Severin: basso, tastiere
- Budgie: batteria, percussioni

### Produzione
- Charles Gray - ingegneria del suono
- Steve Churchyard - missaggio
- Nick Robbins - assistenza al missaggio
- Hugh Jones - registrazione
- Kevin Metcalfe - masterizzazione
- Lucille Handberg - fotografia (della copertina)